# Henri Guillemin
Henri Philippe Joseph Guillemin, (19 de marzo de 1903 - 4 de mayo de 1992) fue un crítico literario, conferencista, polemista, historiador y escritor prolífico francés nacido en Mâcon, Saône-et-Loire (Borgoña) y fallecido en Neuchâtel, Suiza. Es reconocido por su obra histórica y sus biografías de grandes personajes franceses.
Guillemin fue un historiador criticado o admirado, según el caso, por sus revelaciones acerca de la vida de algunos de los grandes personajes y casos de la historia francesa como Napoléon Bonaparte, Philippe Pétain, Jeanne d'Arc, Jean-Jacques Rousseau y el Affaire Dreyfus, entre otros.

## Obra
- Le Jocelyn de Lamartine. Étude historique et critique avec des documents inédits, París, Boivin, 1936, 858 p.
- Les visions. Poème inachevé de Lamartine (tesis complementaria para obtener el doctorado en letras), París, Les Belles Lettres, 1936, 255 p.
- Flaubert devant la vie et devant Dieu, París, Plon, 1939, 235 p. Preámbulo de François Mauriac.
- Lamartine, l’homme et l’œuvre, París, Boivin, 1940, 166 p.
- Une histoire de l’autre monde, Neuchâtel, Ides et Calendes, 1942.
- Connaissance de Lamartine, Friburgo, Biblioteca de la Universidad, 1942, 312 p.
- « Cette affaire infernale». Les philosophes contre Jean-Jacques. L’affaire Rousseau-David Hume, 1766, París, Plon, 1942.
- Un homme, deux ombres (Jean-Jacques, Julie, Sophie), Genève, Au milieu du monde, 1943, 323 p.
- Les affaires de l’Ermitage, 1756-1757, Genève, Annales Jean-Jacques Rousseau, 1943.
- La bataille de Dieu. Lamennais, Lamartine, Ozanam, Hugo, Genève, Au milieu du monde, 1944, 246 p.
- Les écrivains français et la Pologne, Genève, Au milieu du monde, 1945.
- Sous le pseudonyme de Cassius: La verdad del affaire Pétain, Genève, Au milieu du monde, 1945, 218 p.
- Rappelle toi, petit, Porrentruy, Portes de France, 1945.
- Lamartine et la question sociale, París, Laffont, 1946.
- Histoire des catholiques français au (1815-1905), Ginebra, Au milieu du monde, 1947, 393 p.
- Lamartine en 1848, París, P.U., 1948.
- La tragédie de Quarante Huit, Ginebra, Au Milieu du Monde, 1948.
- Cette nuit-là, Neuchâtel, Le Griffon, 1949.
- L’humour de Victor Hugo, Boudry, La Baconnière, 1951.
- Victor Hugo par lui-même, París, Le Seuil, « Ecrivains de toujours», 1951, 190 p.
- Victor Hugo. Pierres (verso y prosa), Ginebra, Éditions du Milieu du monde, 1951.
- Le coup du 2 décembre, París, Gallimard, 1951.
- Victor Hugo et la sexualité, París, Gallimard, 1954.
- M. de Vigny homme d’ordre et poète., Gallimard 1955, 202 pp.
- Claudel et son art d’écrire, París, Gallimard, 1955.
- Les origines de la Commune: Cette curieuse guerre de 70. Thiers - Trochu - Bazaine, París, Gallimard, 1956, 266 p.
- À vrai dire, París, Gallimard, 1956, 214 p.
- Benjamin Constant muscadin, París, Gallimard, 1958.
- Madame de Staël, Benjamin Constant et Napoléon, París, Plon, 1959, 210 p.
- Les Origines de la Commune: L’héroïque défense de Paris, París, Gallimard, 1959.
- Zola, légende et vérité, París, Julliard, 1960, 193 p.
- Les Origines de la Commune: La capitulation, París, Gallimard, 1960.
- Éclaircissements, París, Gallimard, 1961.
- L’Énigme Esterhazy, París, Gallimard, 1962, 263 p.
- Présentation des Rougon-Macquart, París, Gallimard, 1964.
- L’Homme des Mémoires d’Outre-Tombe, París, Gallimard, 1965.
- L'Affaire Dreyfus documental, 1965.
- L’Arrière-pensée de Jaurès, París, Gallimard, 1966, 235 p.
- La Première résurrection de la République, 24 février 1848, París, Gallimard, 1967.
- Le « converti». Paul Claudel, París, Gallimard, 1968, 242 p.
- Pas à pas, París, Gallimard, 1969.
- Napoléon tel quel, París, Trévise, 1969, 153 p.
- Jeanne, dite Jeanne d’Arc, París, Gallimard, 1970.
- L’Avènement de Monsieur Thiers, seguido de Réflexions sur la Commune, París, Gallimard, 1971.
- La liaison Musset-Sand, París, Gallimard, 1972.
- Précisions, París, Gallimard, 1973.
- Nationalistes et nationaux (1870-1940), París, Gallimard, « Idées», 1974, 476 p.
- Regards sur Bernanos, París, Gallimard, 1976.
- Sullivan ou la parole libératrice, París, Gallimard, 1977.
- Victor Hugo, París, Le Seuil, 1978.
- Charles Péguy, París, Le Seuil, 1981.
- L’Affaire Jésus, París, Le Seuil, 1982, 152 p.
- Le Général clair-obscur, París, Le Seuil, 1984.
- L’Engloutie. Adèle, fille de Victor Hugo, París, Le Seuil, 1985, 158 p.
- Robespierre, politique et mystique, París, Le Seuil, 1987, 422 p.
- Silence aux pauvres !, París, Arléa, 1989, 120 p.
- Vérités complémentaires, París, Le Seuil, 1990, 386 p.
- Du courtisan à l’insurgé. Vallès et l’argent, París, Arléa, 1990, 164 p.
- La Cause de Dieu. Essai, París, Arléa, 1990, 215 p.
- Regards sur Nietzsche, París, Le Seuil, 1991, 310 p.
- Une certaine espérance. Conversaciones con Jean Lacouture, París, Arléa, 1992, 186 p.
- Malheureuse Église, París, Le Seuil, 1992, 250 p.
- Les Passions d’Henri Guillemin, Boudry, La Baconnière, 1994, 448 p.